# Chhota Udaipur (stato)
Lo Stato di Chhota Udaipur fu uno stato principesco del subcontinente indiano, avente per capitale Chhota Udaipur.

## Storia
Lo stato di Chhota Udaipur venne fondato nel 1743 da Rawal Udeysinhji, un discendente di Patai Rawal di Champaner. I governanti di Chhota Udaipur appartenevano al clan Chauhan della dinastia Rajput ed ottennero dal governo britannico un saluto nelle occasioni ufficiali a 9 colpi di cannone a salve.
Questo stato fece parte dell'Agenzia di Rewa Kantha ed entrò a far parte dell'Unione Indiana il 10 marzo 1948.

## Governanti
I governanti ebbero il titolo di Maharawal.

### Maharawal
- 1762 –        1771  Arsisinhji
- 1771 –        1777  Hamirsinhji II
- 1777 –        1822  Bhimsinhji
- 1822 –        1851  Gumansinhji
- 1851 –        1881  Jitsinhji
- 1881 –        1895  Motisinhji
- 1895 – 29 agosto 1923  Fatehsinhji                        (n. 1884 – m. 1923)
- 29 agosto 1923 – 15 ottobre 1946  Natwarsinhji Fatehsinhji           (n. 1906 – m. 1946)
- 15 ottobre 1946 – 15 agosto 1947  Virendrasinhji                     (n. 1907-m. 25 giugno 2005)